# St Tyfi Church

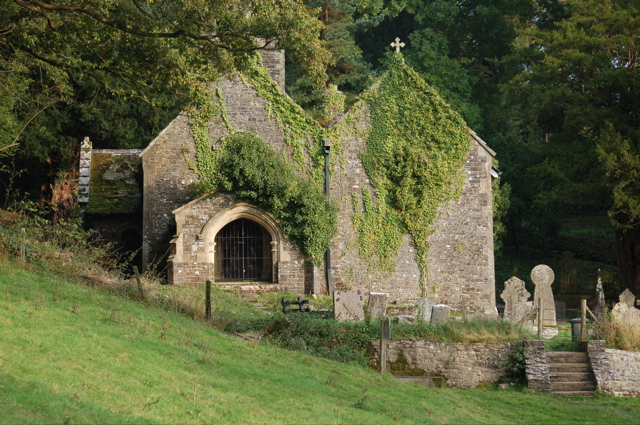
Die Kirche von Westen

Die  St Tyfi Church von Llandyfeisant ist eine kleine Kirche in Carmarthenshire in Wales. Die als Kulturdenkmal der Kategorie Grade II geschützte kleine Kirche liegt südlich von Dinefwr Castle. Die Kirche selbst ist nur von geringen architektonischen Interesse, besitzt jedoch eine beeindruckende Lage über dem Tywi im Südwesten des Dynevor-Parks.

## Geschichte
Die Kirche diente jahrhundertelang als Pfarrkirche von Llandyfeisant, einer kleinen Gemeinde südlich von Llandeilo. Der Platz wurde wahrscheinlich bereits während der Römerzeit genutzt, denn unweit der Kirche sollen zu Beginn des 19. Jahrhunderts alte, vermutlich römische Mauern, Mosaikreste und eine Urne mit römischen Münzen gefunden worden sein. Diese Entdeckungen wurden jedoch nicht dokumentiert. Vermutlich befand sich an der Stelle der Kirche ein frühchristliches Gotteshaus. Die dem keltischen Heiligen Tyfei, einem Neffen des heiligen Teilo, geweihte Kirche wird selbst 1291 erstmals erwähnt. Der walisische Lord Rhys Mechyll von Dinefwr Castle soll sie in der ersten Hälfte des 13. Jahrhunderts der Prämonstratenserabtei Talley Abbey übergeben haben, der sie bis zur Reformation 1535 unterstellt blieb. Nach der englischen Eroberung von Wales wurde die Kirche gegen Ende des 13. Jahrhunderts erweitert oder neu errichtet. Sie diente vermutlich als Pfarrkirche von New Town, ein an Stelle des heutigen Newton House gegründetes Borough von englischen Siedlern. Die kleine Siedlung entwickelte sich jedoch kaum. Es war bereits im 16. Jahrhundert teilweise verlassen worden und wurde im 17. Jahrhundert zugunsten des Baus von Newton House abgerissen und verlegt. Um 1710 wurde die Kirche noch für Gottesdienste der in den umliegenden Bauernhöfen lebenden Bevölkerung genutzt, wird aber bereits als verfallen beschrieben. Im 19. Jahrhundert diente die Kirche als Familienkirche der in Newton House lebenden Barone Dynevor. In der zweiten Hälfte des 19. Jahrhunderts wurde die alte Kirche abgerissen und nach Entwürfen von Kyrke Pearson, der auch Newton House umgebaut hatte, im neugotischen Stil neu aufgebaut. Nachdem die Bevölkerungszahl der kleinen Pfarrgemeinde im 20. Jahrhundert stark gesunken war, wurde die Kirche ab 1962 nicht mehr für Gottesdienste genutzt. Der Taufstein und ein Buntglasfenster wurden ausgebaut und in der Pfarrkirche St Teilo in Llandeilo eingelagert. In den 1980er Jahren wurde die Kirche erneut renoviert und diente kurzzeitig als Besucherzentrum des umgebenden Castle Woods mit seinem alten Baumbestand, doch derzeit wird die Kirche nicht genutzt und ist in der Regel verschlossen. 

## Baubeschreibung
Der Grundriss der kleinen, einfachen Kirche stammt noch aus dem Mittelalter. Der älteste erhaltene Bauteil der Kirche ist ein vermutlich aus dem 13. Jahrhundert stammendes Fenster, das beim Wiederaufbau an der Südseite wieder eingebaut wurde. Die Kirche wurde aus Bruchstein mit einem Schiefersteindach erbaut und besteht aus einem Hauptschiff und Chor sowie einem südlichen Seitenschiff, das durch eine dreibogige Arkade vom Hauptschiff getrennt ist. An der Westseite befindet sich ein kleiner Eingangsvorbau, über dem Westgiebel befindet sich ein steinerner Dachreiter mit zwei Glocken. 